# أحمد ولد قدور
أحمد ولد قدور أحد رواد فن العيطة بالشاوية العليا وأحد شيوخ فن الوتار وكذا من خلال كلماته الزجلية من تراث فن العيطة الخاص  بمنطقة الشاوية العليا، و بالضبط مدينة ابن أحمد (العلوة).

تأثر أحمد ولد قدور مبدع القصيدة الزجلية وفن العيطة على آلة الوتار بإيقاعات العيطة المرساوية والعيطة العمراوية، رغم انتمائه إلى عزف العيطة الزعرية، واشتغل أحمد منفردا بآلة الوتار، مع ادخال إيقاعات العيطة المرساوية. فلم يؤسس أحمد ولد قدور فرقة موسيقية خاصة به على غرار الفرق والمجموعات المعروفة في فن العيطة،كلون غنائي تراثي في منطقة الشاوية البيضاوبة والشاوية العليا وزعير ودكالة وغيرها..
من أشهر ألأغاني التي أداها أحمد ولد قدور أغنية العلوة، الوشام الرقيق.

## الوفاة
توفي يوم السبت 04 فبراير 2023 بعد معاناة طويلة مع المرض.

## وصلات خارجية
- برنامج حواري (أحمد ولد قدور)
- العيطة بأغنية العلوة (تحديث فاضل المزروعي)
- وتار عيطة الشاوية بأنامل راع غنم